# Гибб, Барри
Сэр Ба́рри А́лан Кро́мптон Ги́бб (англ. Barry Alan Crompton Gibb; род. 1 сентября 1946[…], Дуглас) — британский и американский певец, композитор и продюсер, один из основателей музыкальной группы «Bee Gees». Командор ордена Британской империи, рыцарь-бакалавр.

## Биография

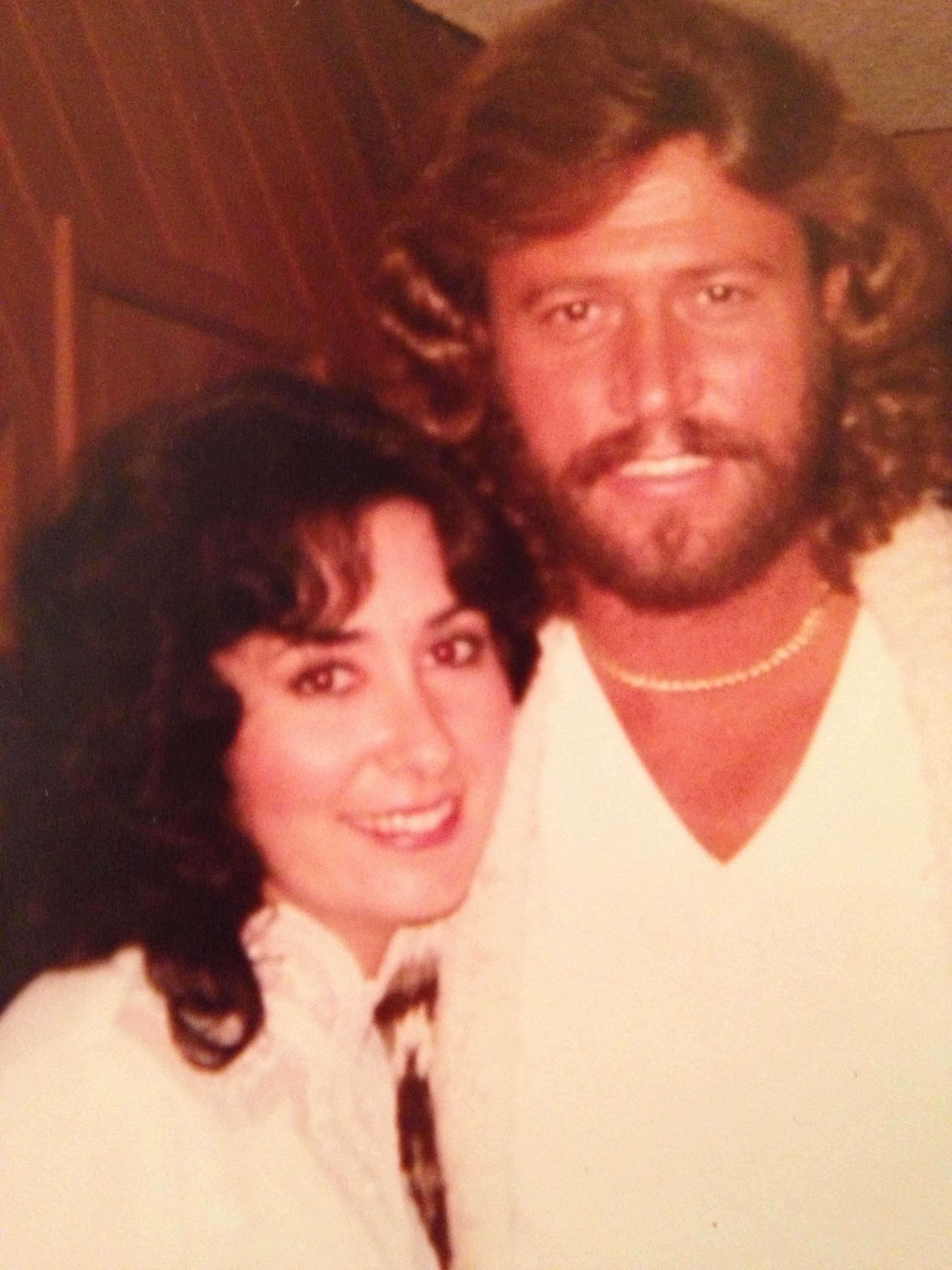
Эйприл Байрон и Барри Гибб

Барри Гибб родился 1 сентября 1946 года на острове Мэн, являющимся владением Британской короны. Он был вторым по старшинству из пяти детей в семье, после сестры Лесли (род. 1945). У него также было трое младших братьев: близнецы Морис (1949—2003) и Робин (1949—2012), а также Энди (1958—1988).
В 1950 году его семья переехала в Англию, а в 1958 году эмигрировала в австралийский город Брисбен, где прошли детство и юность Барри.
Музыкой он стал заниматься ещё в Англии, где с братьями Морисом и Робином организовывал любительские выступления. Они продолжили свою музыкальную карьеру и после переезда в Австралию, где основали группу «The Rattlesnakes», позже получившую название «Bee Gees», от инициалов их промоутера Билла Гейтса. Добившись большого успеха в Австралии, в 1967 году Барри с братьями вернулся в Великобританию, где они продолжили свои выступления. Именно там они втроём добились наибольшего успеха и признания, став одной из самых успешных поп-групп всех времён.
Барри Гибб стал рекордсменом по количеству попавших в хит-парад «Hot 100 Number Ones» его песен. Помимо этого лидирующие места в этом рейтинге занимали ещё пять написанных им песен для других исполнителей, таких как Дайана Росс, Долли Партон и Барбра Стрейзанд. Барри также занял пятое место в списке самых успешных британских композиторов в поп-чартах.
В 1970 году Барри женился на бывшей «Мисс Эдинбург» Линде Грей, которая родила ему пятерых детей. Позже они переехали в город Майами (США), где живут по сей день.
Барри Гибб и его братья продолжали выступать с переменным успехом до 2003 года, когда не стало Мориса. После его смерти Барри и Робин пытались возродить группу (осень 2009 года), но до реальных проектов и совместных выступлений дело не дошло. После смерти Робина в мае 2012 года Барри остался единственным живым участником Bee Gees (не считая приглашавшихся ранее к сотрудничеству музыкантов: Винса Мелоуни и Колина Питерсена). В 2013 году Гибб отправился на своё первое сольное турне по городам Северной Америки, которое посвятил памяти братьев. В настоящее время выступает сольно.
В 2007 году журнал «Q» поставил Барри на 38 место в списке «100 величайших певцов XX века». В Книге рекордов Гиннесса он стоит на втором месте в списке самых успешных авторов песен после Пола Маккартни.
25 июня 2019 года The New York Times Magazine назвал Барри Гибба среди сотен исполнителей, чей материал, как сообщается, был уничтожен во время пожара в Universal Studios Hollywood 2008 года.

## Сольная дискография

### Студийные альбомы
| Год  | Информация об альбоме                                      | Позиции в чартах | Позиции в чартах |
| Год  | Информация об альбоме                                      | Великобритания   | США              |
| ---- | ---------------------------------------------------------- | ---------------- | ---------------- |
| 1984 | Now Voyager - Выпущен: Сентябрь 1984 - Лейбл: MCA, Polydor | 85               | 72               |
| 2016 | In the Now - Выпущен: Октябрь 2016 - Лейбл: Columbia       | 2                | 63               |

- Greenfields (2021)

### Саундтреки
| Год  | Информация об альбоме                           | Позиции в чартах | Позиции в чартах |
| Год  | Информация об альбоме                           | Великобритания   | США              |
| ---- | ----------------------------------------------- | ---------------- | ---------------- |
| 1988 | Hawks - Выпущен: сентябрь 1988 - Лейбл: Polydor | —                | —                |

### Сборники
| Год  | Информация об альбоме                                          | Позиции в чартах | Позиции в чартах |
| Год  | Информация об альбоме                                          | Великобритания   | США              |
| ---- | -------------------------------------------------------------- | ---------------- | ---------------- |
| 2006 | The Guilty Demos - Выпущен: 10 октября 2006                    | —                | —                |
| 2006 | The Heartbreaker Demos - Выпущен: 10 октября 2006              | —                | —                |
| 2006 | The Eyes That See in the Dark Demos - Выпущен: 10 октября 2006 | —                | —                |
| 2006 | The Eaten Alive Demos - Выпущен: 10 октября 2006               | —                | —                |

### Невыпущенные альбомы
| Информация об альбоме              |
| ---------------------------------- |
| The Kid’s No Good - Записан в 1970 |

## Награды
- Орден Британской империи степени командора (31 декабря 2001) — «за заслуги в музыке и развлечении»[14]. Вручён принцем Чарльзом на церемонии в Букингемском дворце[15][16].
- Звание «рыцарь-бакалавр» с приставкой «сэр» к имени (30 декабря 2017) — «за заслуги в музыке и благотворительности»[17]
- Орден Кавалеров Почёта (26 июня 2018) — «за достижения в области музыки и благотворительной деятельности»[18]
- В конце 2023 года президент США Джо Байден вручил ему в Белом доме премию Центра Кеннеди как «пионеру поп-музыки» и за вклад в американскую культуру[19].